# کلی کرفت
کلی نایت کرَفت (به انگلیسی: Kelly Knight Craft) از اهالی کسب‌وکار و دیپلمات آمریکایی است که از سال ۲۰۱۹ تا ۲۰۲۱ به عنوان سفیر ایالات متحده در سازمان ملل خدمت کرد. او پیشتر سفیر آمریکا در کانادا بود و نخستین زنی است که این سمت را در آمریکا عهده‌دار بود. در ۲۲ فوریه ۲۰۱۹ دونالد ترامپ کلی کرفت را به عنوان سفیر آمریکا در سازمان ملل معرفی کرد. کلی کرَفت در سپتامبر ۲۰۱۹ توسط سنای آمریکا مورد تأیید قرار گرفت.

## سفیر ایالات متحده در سازمان ملل
- مایک پمپئو وزیرخارجه، کرفت را بی‌نهایت با صلاحیت برای پست سفیر آمریکا در سازمان ملل دانست و گفت او یک مدافع امنیت ملی و منافع اقتصادی آمریکا در کانادا بوده‌است.[۲]
- دونالد ترامپ اظهار داشت «کلی به نمایندگی از کشور کار ارزنده‌ای را در کانادا انجام داده‌است و من شک ندارم که تحت رهبری او، کشور ما در بالاترین سطح نمایندگی خواهد شد،»[۳]
- فرانسوا دلات‌ره سفیر فرانسه در سازمان ملل گفت او امیدوار است با کرفت که توسط سنا تأیید گردد کار کند.[۴]

در تاریخ ۲۶ ژوئیه ۲۰۱۹ کمیته روابط خارجی سنا نامزدی کلی کرفت را برای بر عهده گرفتن پست سفیر آمریکا در سازمان ملل را که پیش از این برعهده نیکی هیلی بود را مورد تأیید قرار داد.
نتیجه رای‌گیری ۱۵ بر ۷ بود که سه سناتور دموکرات جین شاهین، کریس کونز و کریس مورفی رای موافق دادند و همچنین سایر سناتورهای جمهوری‌خواه.
رئیس جلسه جیم ریش گفت که آرای تمام سنا در ابتدای اوت اعلام می‌شود و سناتور میچ مکانل که کرفت را نامزد این پست کرده‌است تأیید نمود که رای‌گیری نهایی برای کسب آرای اکثریت سنا در هفته اول اوت انجام گیرد.
در تاریخ ۳۱ ژوئیه ۲۰۱۹، نامزدی کلی کرفت در کمیته روابط خارجی سنا با آرای ۵۶ به ۳۴ مورد تأیید قرار گرفت.

## نظرها و خط مشی

### کووید۱۹
در ۹ آوریل ۲۰۲۰ سفیر کلی کرافت، نماینده دائم آمریکا در سازمان ملل طی سخنرانی در شورای امنیت ملل متحد در مورد کووید۱۹ اظهار داشت: «تا کنون، همه ما می‌دانیم که این ویروس هیچ مرزی ندارد. این بدان معنی است که ما با یک چالش جهانی واقعی روبرو هستیم. فراتر از تأثیر کوویدـ۱۹ بر سلامتی جهانی، این بیماری یک تأثیر شگرف اقتصادی اجتماعی بر کل جهان گذاشته‌است. این بدان معنی است که پرداختن به این چالش مقابل ما نیاز به اقدام جهانی، همبستگی بین‌المللی و وحدت روی هدف دارد.»
ایالات متحده آمریکا امروز دوباره روی لزوم شفافیت کامل و به اشتراک گذاری به موقع داده‌ها و اطلاعات مربوط به بهداشت عمومی در جامعه بین‌المللی تأکید می‌کند. مؤثرترین راه برای مهار این بیماری همه گیر، از طریق جمع‌آوری دقیق داده‌های علمی و تجزیه و تحلیل منشاءها، خصوصیات و شیوع ویروس است. زبان از بیان این که این روشها چقدر مهم هستند، قاصر است. وی اضافه کرد: «ما در مورد تأثیر کوویدـ۱۹ بر روی کشورهای آسیب‌پذیر در حال توسعه و کمتر توسعه یافته، به ویژه در آفریقا و کشورهای کوچک جزیره‌ای، نگران هستیم»، او همچنین تصریح کرد: «به ویژه ما باید به سرعت دروس آموخته شده و بهترین شیوه‌های به کار گرفته شده توسط کشورهایی که تا کنون با این بیماری همه گیر درگیر بوده‌اند را، به صورتی گسترده‌تر، به اشتراک بگذاریم. مناطقی که برای اولین بار با همه‌گیری روبرو هستند، یا در معرض خطر پیدایش مجدد هستند، باید بتوانند از آگاهی جمعی ما بهره‌مند شوند. به این دلیل است که متوقف کردن موفقیت‌آمیز انتشار این ویروس به تعهد هریک از ما برای همکاری با حسن نیت بستگی دارد.»